# Swertia lugardae
Swertia lugardae är en gentianaväxtart som beskrevs av Arthur Allman Bullock. Swertia lugardae ingår i släktet Swertia och familjen gentianaväxter. Inga underarter finns listade i Catalogue of Life.